# El diari de Bridget Jones (pel·lícula)
El diari de Bridget Jones (títol original en anglès, Bridget Jones's Diary) és una pel·lícula de 2001, una comèdia romàntica dirigida per Sharon Maguire i basada en la novel·la del mateix nom de Helen Fielding. La història, inspirada en l'obra de Jane Austen Orgull i prejudici i la popular sèrie de televisió que se'n va fer el 1995, narra la vida, explicada en clau humorística, d'una britànica en la trentena (Bridget Jones) que busca el seu lloc en el món malgrat tots els obstacles que es troba pel camí. Ha estat doblada subtitulada al català central, i també doblada al valencià i emesa per À Punt.
L'actriu escollida per interpretar aquesta dona sense pèls a la llengua va ser Renée Zellweger. Hugh Grant va ser l'elegit per acompanyar-la en el paper del seu ben plantat cap, Daniel Cleaver. Fent de contrabalanç a Grant, el paper del «vertader amor» de Brigdet, Mark Darcy, va ser atorgat a Colin Firth qui, de fet, ja havia interpretat a un Sr. Darcy a la sèrie de 1995 de la BBC.
La seva seqüela, Bridget Jones: Sobreviuré, va ser filmada el 2004.

## Argument[5]
Bridget Jones (Renée Zellweger) és una dona en la trentena de Londres que treballa en una editorial i veu com les seves nits passen solitàries mentre està asseguda en el seu sofà, davant la televisió i envoltada de cigarrets i uns quants quilos de més. Frustrada pel camí que segueix la seva vida, amb l'excusa d'un nou any, es compra un diari que li servirà per marcar-se nous objectius: deixar de fumar i beure, perdre uns 10 quilets i, principalment, trobar un home sensat i agradable que l'estimi. En definitiva, un diari que li servirà d'excusa per expressar els seus pensaments i inquietuds sense embuts.
La primera prova de foc d'aquest any nou és la festa de Nadal que celebren tots els anys els seus pares. La seva mare, com sempre, intenta aparellar-la amb el fill d'una amiga, Mark Darcy (Colin Firth), un advocat tibat que utilitza un jersei de llana amb un ren brodat al pit. Malauradament, de la seva primera conversa no en surt res de bo. Darcy ho deixa clar a la seva pròpia mare. No desitja una cita a cegues. I menys amb una «solterona amb incontinència verbal, que fuma com un camioner, beu com un cosac i es vesteix com la seva mare». Una descripció que Bridget sent sense voler i que marcarà la primera impressió que tindrà de Mark Darcy.
En canvi, a qui sí que aconsegueix cridar l'atenció és al cap de la seva editorial, Daniel Cleaver (Hugh Grant), un home que, a més, va perdre la seva promesa per culpa de Mark Darcy. Un innocent intercanvi de missatges per la intranet de l'oficina sobre la mida de la seva faldilla acaba amb un embolic. Però, Cleaver no pot ser l'home de la seva vida. Després d'un fantàstic cap de setmana junts als afores de Londres, Bridget el descobreix amb una altra dona. Una relació que, com ell mateix explica, ja feia temps que durava. Sentint-se arraconada i menyspreada, Bridget decideix complir definitivament amb els propòsits d'any nou: tira a les escombraries les ampolles de licor i els paquets de tabac, s'apunta a un gimnàs i busca una nova feina. Contractada per treballar en una cadena de televisió, Bridget es presenta el matí següent en el despatx de Daniel Cleaver. Malgrat que Cleaver li promet un futur reconeixement professional, la nova Bridget té les idees molt clares: si quedant-se en l'empresa ha de «treballar a menys de 10 metres» d'ell prefereix «treballar netejant el cul a Saddam Hussein». I així és com s'acomiada de tots.
Mentrestant, enmig d'aquest rebombori sentimental, Bridget ha anat retrobant-se amb Mark Darcy en diferents esdeveniments: en la presentació d'un nou llibre publicat per la seva editorial; en una festa campestre; i, per acabar, en un sopar d'uns amics comuns. És en aquesta darrera trobada quan Mark li assegura que, malgrat les seves faltes i les aparences, l'estima «tal com ella és». Sorpresa per la confessió inesperada d'una persona que es pensava que odiava, a poc a poc, Bridget anirà apreciant el seu caràcter reservat. Fins i tot, el convida a la festa d'aniversari que monta amb els seus amics a casa seva. Malauradament, aquesta celebració es veu interrompuda quan apareix per la porta del seu pis Daniel Cleaver. Sentint-se fora de lloc, Darcy, en un primer moment, abandona la festa mentre Cleaver intenta convèncer a Bridget de reprendre la seva relació. Mark però, no tarda a tornar per enfrontar-se al seu principal oponent i representar una de les escenes més conegudes de la pel·lícula: una baralla dels dos en ple carrer mentre sona de fons la cançó It's Raining Men de Geri Halliwell. El seu final significarà, també, el final de la relació de Bridget Jones amb qualsevol dels dos homes: amb l'un, perquè no li ofereix un futur estable, i amb l'altre, per haver-li destrossat el nas i agafat la nòvia al primer.
No és fins un mes més tard, ja en ple Nadal, que la seva mare li comenta que la dona de Mark Darcy es va fugar amb el seu millor amic de Cambridge durant les festes nadalenques. Bridget, reconeixent la història que li explica la seva mare en l'observació que li havia fet Daniel Cleaver encara que amb els personatges canviats, s'adona del seu error. Aprofitant que els seus pares han estat convidats a les Noces de Rubí dels Darcy, els acompanya amb la intenció de veure en Mark i expressar-li els seus sentiments. El rencontre però, no resulta ser com ella s'espera, ja que Mark ha acceptat un trasllat a Nova York juntament amb la seva companya de feina Natasha, i la família brinda davant tots els convidats per la seva pròspera carrera professional i una possible vida personal conjunta.
Amb el cor trencat, Bridget torna a la rutina de sempre, als gelats i a les pel·lícules i documentals del cable. Per sort, per animar-la, pot comptar amb els seus amics que es presenten a casa seva per dur-la tot un cap de setmana a París. El viatge però, no l'arribarà a fer. Amb la maleta i els amics esperant en un taxi a punt de marxar, Mark Darcy apareix darrere seu mentre intenta tancar amb clau la porta del seu apartament. Enmig del carrer nevat, Mark se li declara convençut que no vol estar a Nova York si no és amb ella. Així doncs, tots dos entren al pis de Bridget per celebrar els nous començaments. Uns començaments que sempre són una bona ocasió per encetar nous diaris personals, o almenys això és el que pensa Mark quan espia una plana del diari de Bridget on aquesta el critica. Amb l'objectiu de comprar-li un diari nou, Mark surt un moment mentre ella s'arregla. Bridget però, no sap la veritat i, quan es troba la casa buida i s'adona que ell ha llegit els seus escrits, no dubta en sortir de casa seva i anar darrere d'ell per explicar-se. Vestida amb només roba interior amb estampats de lleopard i una simple bata i en plena tempesta de neu, corre a buscar-lo sense perdre temps. La sorpresa és majúscula quan se'l troba de retorn i amb un diari nou. Al cap i a la fi, es tracta d'emplenar noves pàgines junts, encara que la primera inclogui mirades de vianants encuriosits per la vestimenta de Bridget.

## Temes
El diari de Bridget Jones és un fenomen bastant particular. Primer, el llibre, un supervendes de contingut bàsicament comercial, es va convertir en un autèntic èxit de vendes des del mateix moment de la seva publicació. I, en segon lloc, la seva versió cinematogràfica va aconseguir que el mateix èxit es repetís. L'explicació lògica d'aquest fet es troba en el tema que tracta la història.
Helen Fielding va crear la vida de Bridget Jones de manera que reflectís els problemes i inquietuds de les seves lectores però, sense oblidar als seus lectors masculins. Així doncs, El Diari de Bridget Jones, més enllà d'una velada novel·la feminista, és una nova recreació de l'eterna guerra de sexes. És a dir, una comèdia d'embolics centrada en la descripció dels comportaments sexuals contemporanis, a través dels conflictes sentimentals en les parelles i la recerca sempre de l'amor perfecte. Una història que ve inspirada, com la mateixa escriptora va reconèixer, per la novel·la Orgull i prejudici de Jane Austen.
A més però, també plasma diverses de les angoixes que afecten els adults de trenta anys dels anys 90 i principis del segle xxi. Encara que El diari de Bridget Jones és una comèdia romàntica amb una protagonista que aspira a enamorar-se i tenir un enamorat, el personatge de Bridget Jones trenca amb tots els estereotips que havien marcat fins al moment aquest tipus de gènere literari i es presenta com una heroïna que no compleix els requisits habituals: no és prima, fuma, beu i menja el que vol, està tot el dia lluitant amb la balança, té el do de l'equivocació i fa el ridícul constantment. En definitiva, una heroïna adequada per a tots aquells homes i dones que aspiren a no patir amb les crisis d'edat i els conflictes de l'estabilitat amorosa en una època de «sexe sense compromís» i els llibres d'autoajuda i guia emocional.

## Origen
El diari de Bridget Jones va néixer el 28 de febrer de 1995 com una columna del diari britànic The Independent, escrita per la periodista Helen Fielding. Emprant un humor àcid, l'escriptora descrivia cada setmana el que suposava que era el punt de vista d'una dona soltera i en la trentena que busca l'amor i l'estabilitat enmig de la confusió d'un món postfeminista. L'èxit de la seva columna va fer que es decidís a transformar-la en novel·la el 1996. El resultat va ser sorprenent: el llibre va vendre més de 10 milions de còpies en tot el món durant els set anys següents. A més, Bridget Jones es va convertir en un fenomen cultural global, ja que per primera vegada un personatge fictici simbolitzava les aspiracions i confusions de les dones de finals del segle xx i principis del XXI.
La seva calorosa acollida va ser la que va definir el pas a la pantalla gran.

## Producció

### Preproducció
Una de les principals empreses cinematogràfiques britàniques, Working Title Films, va apostar per la novel·la el 1997. Els productors Tim Bevan i Eric Fellner en van reconèixer el seu potencial des del primer moment, encara que per aquella època la història de Bridget Jones no era un best-seller. Va ser durant el desenvolupament del projecte que les seves vendes es van disparar a 4 milions de còpies (1,5 al Regne Unit).
La seva adaptació cinematogràfica va presentar alguns desafiaments tècnics. El llibre de Bridget estava estructurat com un diari personal, a vegades amb només notes i llistes de propòsits, un estil que era difícil de traduir a la pantalla gran. Per aquesta raó, mantenint l'argument i esperit de la novel·la, el guionista Andrew Davies, que havia escrit el guió de la sèrie televisiva Orgull i prejudici de 1995, va haver de treballar conjuntament amb Helen Fielding per tal de poder plasmar les preocupacions de Bridget Jones en el marc cinèfil. Amb l'ajuda de Richard Curtis, a més, es van afegir a la història algunes noves i divertides situacions que convertirien la pel·lícula en una intel·ligent i àgil comèdia.

### Repartiment
L'èxit de la pel·lícula depenia principalment de la interpretació de l'actriu que s'escollís per a representar Bridget Jones i la seva habilitat per fer que les dones se sentissin identificades amb el seu personatge. L'anunci que l'americana Renée Zellweger havia estat l'escollida per al paper purament anglès de Bridget Jones va fer saltar les alarmes entre la premsa britànica. Per sort, no havia estat una decisió presa a la lleugera. L'elecció de Renée suposava la culminació d'un procés de dos anys de recerca entre nombroses candidates, entre les quals hi havia Kate Winslet i Helena Bonham Carter.

Colin Firth i Renée Zellweger en una escena del film.

L'element clau a l'hora de trobar a Bridget ideal era que l'actriu escollida havia de tenir una imatge que agradés al públic. A més, però, havia de fer la impressió de ser una persona que creu incondicionalment en els contes de fades i que, al mateix temps, és capaç de demostrar un caràcter impulsivament ximple. I Renée comptava amb aquestes qualitats. L'actriu americana simplement desprenia calidesa, dolçor i generositat d'esperit. Segons Sharon Maguire: «Renée té una profunda bondat que brilla al seu voltant. I, igual que la seva bondat, la seva vulnerabilitat també es percep.» Quan Renée va entrar a la sala de càsting l'equip cinematogràfic ho va saber: «Ella era Bridget». Encara que una Bridget amb accent texà. Per això, el primer que va haver de fer Zellweger abans de començar el rodatge va ser volar a Londres i aprendre l'accent anglès.
La seva professora de dicció va ser Barbara Berkery, qui ja havia treballat amb Gwyneth Paltrow per a la pel·lícula Shakespeare in Love. Exercicis diaris sobre els sons i ritmes del llenguatge van aconseguir que la veu de Renée adoptés un impecable accent britànic. I aquí no va acabar tot. Per adaptar-se a l'estil de vida de Bridget, a l'actriu també se li va aconseguir un treball a l'editorial Picador on durant dues setmanes va estar atenent trucades telefòniques, preparant cafès i fent fotocòpies sense que ningú conegués la seva identitat. Finalment, per tal de completar la seva transformació, Renée va haver d'enfrontar-se a una de les decisions més difícils de la seva carrera: engreixar-se.
A partir d'aquest moment la seva dieta es va basar en bagels farcits de mantega de cacauet, hamburgueses, pizzes i batuts proteínics amb gelat. Segons la dissenyadora de vestuari Rachael Fleming, Renée no parava de dir en el plató: «Estic tan grassa!». En qualsevol cas, gràcies a aquesta dieta de menjar escombraria i a 20 lliures de més (uns 10 quilos), l'actriu va aconseguir una imatge física ideal per a mostrar l'aspecte més descuidat del seu personatge.
Mentrestant, l'equip de producció buscava als dos actors que encarnarien als seus pretendents: dos homes completament diferents que fossins dos britànics trenca-cors. Per al paper del faldiller i enigmàtic Daniel Cleaver, cap de l'editorial de la Bridget, es va escollir al britànic Hugh Grant. Per primera vegada, Hugh abandonava les representacions d'herois romàntics i deixava entreveure el seu costat més cínic i menyspreable. Des del moment que Daniel Cleaver surt en escena, l'audiència és conscient de la seva naturalesa predadora i viciosa i que ell representa el tipus d'home que Bridget no vol. En canvi, en contraposició a ell hi ha Mark Darcy, el tímid i tranquil enamorat que no s'atreveix a dir el que sent i que porta els jerseis de llana que li ha fet la seva mare sense protestar. No és un secret que Helen Fielding es va inspirar en el Sr.Darcy d'Orgull i prejudici per crear el seu personatge. Però, a més, l'escriptora va reconèixer que, després de veure a Colin Firth fent de Darcy en l'adaptació televisiva de 1995, sempre veia a l'actor en el paper del seu Mark Darcy. Fins i tot, a la novel·la, Bridget descriu a Mark Darcy dient que és clavat a l'actor Colin Firth. Així doncs, trobar el «vertader amor» de Bridget no va ser difícil. Colin Firth va ser l'escollit, no només per la seva experiència com Fitzwilliam Darcy, sinó també per la seva habilitat interpretativa per semblar un esnob i distant intel·lectual al principi de la pel·lícula i fer-se estimar al final.
La resta d'intèrprets elegits per acompanyar-los van ser els següents:
| Intèrpret         | Personatge      |
| ----------------- | --------------- |
| Renée Zellweger   | Bridget Jones   |
| Hugh Grant        | Daniel Cleaver  |
| Colin Firth       | Mark Darcy      |
| Gemma Jones       | Mare de Bridget |
| Jim Broadbent     | Pare de Bridget |
| Celia Imrie       | Una Alconbury   |
| James Faulkner    | Oncle Geoffrey  |
| Shirley Henderson | Jude            |
| James Callis      | Tom             |
| Embeth Davidtz    | Natasha         |
| Sally Phillips    | Sharon (Shazza) |

### Rodatge

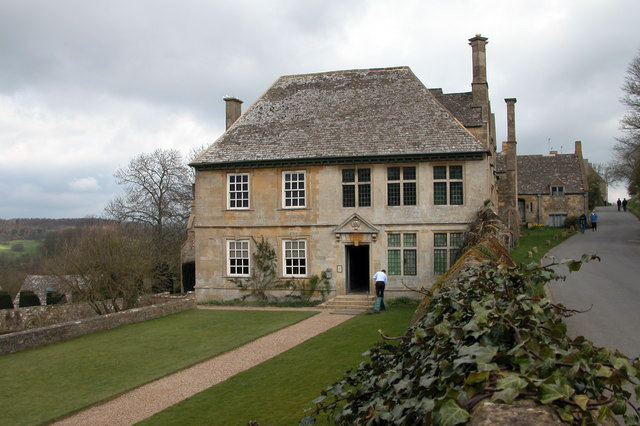
Snowshill Manor, escenari fictici de la casa dels pares de Bridget Jones.

La filmació d'El diari de Bridget Jones va començar el 16 de maig de 2000 a Londres. L'equip cinematogràfic va estar sis setmanes rodant en diverses localitzacions de la ciutat. Entre elles, el districte londinenc de Southwark, al sud-est de la capital, on es va situar la casa de Bridget Jones; el barri de Shad Tames, on Bridget gaudeix de la seva primera cita amb Daniel; el Tate Modern, que va servir d'escenari per a una sortida de Bridget amb els seus amics; i, evidentment, el Royal Courts of Justice, per una de les escenes finals on Bridget intenta aconseguir una entrevista. A més, es van utilitzar algunes localitzacions de la rodalia de la metròpoli, com per exemple, el Stoke Park Club, prop de la vila de Stoke Poges (Buckinghamshire), on Bridget i Daniel passen el cap de setmana junts; i la casa de camp Wrotham Park (Hertfordshire), que va representar la llar dels Darcy. Cal destacar també el poblet de Snowshill a Worcestershire, on els seus carrerons i precioses granges angleses van servir per escenificar la residència dels pares de Bridget. De fet, en aquesta vila els tècnics i actors hi van passar quatre dies sencers rodant, ja que, no es tractava només de filmar-hi les escenes corresponents, sinó també de transformar els seus voltants demostrant el pas de les estacions. La pel·lícula, igual que el llibre, explica la història de Bridget des d'un Nadal al següent. Per tant, les cases i els seus jardins van haver de passar de l'estiu més calorós a l'hivern més fred en poques hores. Per fer de Snowshill un poble hivernal, enmig del mes de juliol, l'equip cinematogràfic va haver de tallar les flors i podar els arbres, instal·lar llums de Nadal a les cases, decorar el poble amb un arbre de Nadal i Pares Noel i cobrir el terra amb neu. Una transformació que no va afectar només a aquesta localització sinó també a alguns carrers de Londres que també van haver de ser coberts de neu per transmetre la idea del canvi estacional.
Després de les sis setmanes rodant les escenes exteriors, tot l'equip es va traslladar als Shepperton Studios per filmar els plans interiors, principalment, de la casa de Bridget. Al seu pis se li va donar un estil semblant al de la pel·lícula Esmorzar amb diamants, amb un aire retro dels anys 50 i la preeminència dels colors pastel. Emplenant les seves estances s'hi troben estanteries plenes de llibres d'autoajuda i un mobiliari casual decorat amb souvenirs i fotografies d'amics. A més, tant la seva habitació com el seu bany manifesten el desordre de la vida de la seva propietària, amb roba penjada a tot arreu, el llit desfet i cendrers desbordats de cigarrets. Amb tot això, el rodatge va poder acabar el 8 d'agost de 2000.

## Banda sonora
La banda sonora va ser seleccionada i composta per Patrick Doyle. Cal destacar que dues de les cançons que inclou van ser promocionades com singles: «Out Of Reach» de Gabrielle i «It's Raining Men» de Geri Halliwell. Robbie Williams hi va contribuir amb dues cançons.
1. «Killin' Kind» - Shelby Lynne
2. «Kiss That Girl» - Sheryl Crow
3. «Love» - Rosey
4. «Have You Met Miss Jones?» - Robbie Williams
5. «All by Myself» - Jamie O'Neal
6. «Just Perfect» - Tracy Bonham
7. «Dreamsome» - Shelby Lynne
8. «Not Of This Earth» - Robbie Williams
9. «Out of Reach» - Gabrielle
10. «Someone Like You» - Dina Carroll
11. «It's Raining Men» - Geri Halliwell
12. «Stop, Look, Listen (To Your Heart)» - Diana Ross i Marvin Gaye
13. «I'm Every Woman» - Chaka Khan
14. «Pretender Got My Heart» - Alisha's Attic
15. «It's Only A Diary» - Patrick Doyle

Altres melodies de la pel·lícula que no es troben incorporades en la banda sonora són:
- «Magic Moments» - Perry Como
- «Can't Take My Eyes off You» - Andy Williams
- «Respect» - Aretha Franklin
- «Without You» - Renée Zellweger
- «Ring Ring Ring» - Aaron Soul
- «Don't Get Me Wrong» - The Pretenders
- «Peter Gunn» - Art of Noise
- «Up, Up and Away» - The Fifth Dimension
- «Every Bossa»
- «Me and Mrs. Jones» - The Dramatics
- «Fly Me to the Moon» - Julie London
- «Woman Trouble» - The Artful Dodger
- «Christmas Green»
- «Ain't No Mountain High Enough» - Diana Ross

## Reacció

### Crítica
L'elecció de Renée Zellweger com protagonista va fer alçar algunes veus crítiques a Anglaterra que desitjaven una dona britànica en el paper de Bridget Jones. Malgrat tot, Renée va aconseguir superar totes les barreres culturals entre els EUA i la Gran Bretanya i va demostrar que la decisió del director de càsting no havia pogut ser més encertada (inclòs el seu impecable accent britànic). De fet, tots els crítics van coincidir en alabar a l'actriu que és, precisament, la que dona més consistència a la història i porta tot el pes de la pel·lícula. Segons la revista Time «Renée brilla i Hugh Grant està irresistible». La seva interpretació li va comportar, fins i tot, una nominació als Oscars.
En canvi, pel que fa a la realització, la major part dels crítics van trobar-hi algunes faltes en el dinamisme i el desaprofitament d'algunes escenes que podien haver estat molt millors. Tot i així, Sharon Maguire hi fa gala d'un estil molt britànic marcant l'humor subtil de la pel·lícula, basat en el poder de les paraules. El resultat final va ser una «comèdia romàntica simpàtica i entretinguda», «tot un merescut èxit de taquilla» (Pablo Kurt: Filmaffinity).

### Premis
La divertida frivolitat d'El diari de Bridget Jones es va traduir en 8 premis i més de 25 nominacions en els certàmens i festivals de cinema. De tots ells, els més destacats són els següents:
Premis Oscar
- Nominada per: 
  - Millor actriu per Renée Zellweger

Globus d'Or
- Nominada per: 
  - Millor pel·lícula - Musical o Còmica
  - Millor actriu musical o còmica per Renée Zellweger

BAFTA
- Nominada per: 
  - Millor pel·lícula britànica (Premi Alexander Korda)
  - Millor actriu per Renée Zellweger
  - Millor actor secundari per Colin Firth
  - Millor guió adaptat per Helen Fielding, Andrew Davies i Richard Curtis

European Film Awards
- Guanyadora per: 
  - Millor actor per Colin Firth
- Nominada per: 
  - Millor pel·lícula
  - Millor director per Sharon Maguire
  - Millor actor per Hugh Grant

Premis Goya
- Nominada per: 
  - Millor pel·lícula europea

## El diari de Bridget Jonesvs.Orgull i prejudici
Malgrat que El diari de Bridget Jones és una novel·la plenament contemporània, amb un personatge divertit i informal que representa, en la seva sola figura, les inquietuds i angoixes que preocupen la major part de la població, la història, en realitat, s'emmiralla a Orgull i prejudici de Jane Austen. Els paral·lelismes i contínues referències a aquesta obra de 1813 són tan evidents que, fins i tot, la seva mateixa creadora va haver de reconèixer que, malauradament, per aquest llibre havia hagut de robar part de l'argument de la novel·la d'Austen.

### Similituds
Primerament, comparant els dos textos es pot apreciar com la idea del que s'entén per una vida plena i exitosa no ha canviat tant des de l'època de Jane Austen fins a l'actualitat. A principis del segle xix, l'objectiu d'una dona no era tenir una carrera professional. De fet, per aquell temps, les dones amb prou feines podien estudiar. Només rebien classes de dansa, piano i poc més. Una situació que les podia deixar en la misèria si no aconseguien un bon matrimoni que els garantís cert benestar econòmic. D'aquesta manera, hom pot comprendre la importància del matrimoni que deixa entreveure Jane Austen a Orgull i prejudici. Ans al contrari, a El diari de Bridget Jones es mostra com, a finals dels anys 90, en general, les dones ja han rebut la mateixa educació que els seus compatriotes masculins i poden participar, per tant, en el mercat laboral i accedir a la seva pròpia independència econòmica. És evident doncs, que en aquests dos-cents anys de diferència, la situació de la dona ha evolucionat evitant que per ella, el matrimoni sigui un destí necessari. Malgrat tot i paradoxalment, per les dones del segle XXI encara és important atrapar un marit i moltes, igual que les germanes Bennet d'Orgull i prejudici, somnien encara en fer un bon matrimoni. Aquest és doncs, un tema recurrent en les dues històries: el desig, tant d'Elizabeth Bennet com de Bridget Jones, de trobar l'home adequat per casar-se.
El segon element amb el qual Helen Fielding fa l'ullet a Jane Austen és amb el nom del que es pot considerar el Sr.Perfecte de Bridget Jones. Agafant en préstec el cognom del vertader amor de la protagonista d'Orgull i prejudici, el Sr. Fitzilliam Darcy, Helen Fielding anomena al pretendent de Bridget Jones Mark Darcy. Els dos personatges però, no només tenen en comú el nom familiar. Ambdós comparteixen uns trets característics molt semblants. Així, els dos Darcy es presenten en un principi, com uns personatges arrogants, reservats i tibats. Com a conseqüència, les dues protagonistes senten per ells una profunda antipatia que ve, a més, justificada per una conversa que senten entre els Srs. Darcy i un personatge secundari. Per un costat, Elizabeth Bennet escolta com Fitzwilliam Darcy la descriu al seu amic, el Sr.Bingley, com «no suficientment bella com per temptar-lo». I per l'altre costat, Bridget Jones sent com Mark Darcy deixa clar a la seva mare que no voldria sortir amb ella. En concret, segons el guió de la pel·lícula, Mark Darcy la defineix com una «soltera amb incontinència verbal, que fuma com un camioner, beu com un cosac i es vesteix com la seva mare». Malgrat tot, amb el temps, els dos personatges masculins es fan estimar i comprendre.
En tercer lloc, a les dues històries hi ha un tercer personatge que, en un primer moment, és admirat o, fins i tot, estimat per la protagonista però que, més tard, la decep. En concret, a Orgull i prejudici aquest personatge és el Sr.Wickham mentre que a El diari de Bridget Jones és Daniel Cleaver, interpretat en el cinema per Hugh Grant. Els dos homes es presenten com dos autèntics vividors que busquen el seu propi benestar i interès i que no dubten en mentir per aconseguir el que volen. De fet, tant l'un com l'altre expliquen una mentida sobre el Sr.Darcy. Una mentida que sempre flotarà al voltant de la narració i que arribarà a afectar la mateixa relació entre la protagonista i el seu vertader pretendent. Serà precisament el descobriment d'aquesta mentida i la veritat que amaga el que conduirà al desenllaç de les dues cròniques amoroses.
Finalment, cal destacar que cap de les dues protagonistes es presenta com una filla de la seva època. Per un costat, Elizabeth Bennet representa un modern concepte de la feminitat, en contraposició amb la resta de personatges femenins de la novel·la. Així, mentre les dones de la seva família accepten el clar i definit rol que, per la societat del segle xix, els correspon, Elizabeth no es mostra ni submisa ni servil i considera que el matrimoni ha de servir a la felicitat de cada un dels contraents. Per l'altre costat, Bridget Jones tampoc no entra dintre dels esquemes de feminitat que es té a finals del segle xx. Mentre que als anys 90 una dona soltera ideal hauria de ser educada, independent, segura i ambiciosa, Bridget no és bona conversadora, no es preocupa per la seva carrera i contínuament se sent incòmoda davant altres dones més «perfectes» que ella. En definitiva, tant Jane Austen com Helen Fielding desenvolupen les seves obres al voltant d'una heroïna genuïna i imperfecta. Dues heroïnes lúcides, atrevides i amb un viu humor. Dues heroïnes que es rebel·len contra els seus temps i les ideologies imperants.

### Diferències
Els dos relats però, no només presenten similituds sinó que també presenten algunes diferències. La principal d'elles és l'evolució del personatge del Sr.Darcy. A Orgull i prejudici, Fitzwilliam Darcy s'adona que ha estat altiu amb Elizabeth i intenta resoldre les seves desavinences parlant amb ella. En canvi, el Mark Darcy de Helen Fielding no modifica el seu comportament. Simplement, li diu a Bridget que l'estima «tal com ella és» i, per tant, qualsevol malentès ja queda aclarit.
A part d'aquesta peculiaritat, cal mencionar, evidentment, els diferents gèneres que han utilitzat les dues escriptores per narrar les aventures de les seves protagonistes. Així, en El diari de Bridget Jones, Bridget Jones és un personatge que sempre et fa riure per les nombroses situacions còmiques en les quals es troba involucrada i els seus fallits intents de fer les coses correctes. Ans al contrari, Elizabeth Bennet no és una heroïna de qui riure't. Elizabeth se sent més segura que la seva compatriota del segle xxi i, per tant, més independent. Amb la protagonista d'Orgull i prejudici l'humor esverat no té lloc.

### La pel·lícula
La versió cinematogràfica de El diari de Bridget Jones no fa més que reafirmar aquesta noció que els dos textos poden ser comparats.
Primer de tot, trobem al mateix actor, Colin Firth, interpretant als dos Sr.Darcy. Primer en una adaptació televisiva de la BBC de 1995 de la novel·la Orgull i prejudici i després a la pel·lícula de l'obra de Fielding. Amb aquesta coincidència sembla ben bé que el Sr.Darcy de fa dos-cents anys hagi retornat per acompanyar a Bridget Jones. A causa de la contractació de Colin Firth en les dues produccions i, potser també perquè ell actua a El diari de Bridget Jones de manera molt semblant a la que interpreta a Fitzwilliam Darcy, l'audiència de seguida l'associa amb l'obra d'Austen.
A més, els mateixos guionistes de la cinta també van donar peu a aquestes comparacions amb la novel·la de 1813. Conscients de la semblança entre els dos relats, van crear un nou element fictici que enllacés la pel·lícula amb la història de les germanes Bennett. Així, sabent que la propietat del Sr.Darcy, a Orgull i prejudici, es diu Pemberley, es va decidir batejar l'editorial on Bridget Jones treballa Pemberley Press. Un nom que no deixava lloc a dubtes: El diari de Bridget Jones es presentava com una adaptació cinematogràfica modernitzada d'Orgull i prejudici.